# Кандык американский
Канды́к америка́нский (лат. Erythrónium americánum) — вид цветковых растений рода Кандык (лат. Erythronium).

## Ареал и местообитание
Произрастает в умеренных регионах востока Северной Америки от Джорджии и Алабамы до Ньюфаундленда и юга Онтарио. Растёт во влажных или сухих лесах на холмах. Нередко обнаруживается в иле и воде.

## Ботаническое описание
Эфемероидное многолетнее травянистое луковичное растение высотой 10—18 (редко до 30) см.
Листья 8—23 см длиной, эллиптически-ланцетовидные.
Цветки одиночные. Околоцветник простой. Листочки околоцветника 20—33 мм длиной, жёлтые, верхняя поверхность покрыта крапинками коричневого или пурпурного.
Цветение с апреля по май.

## Хозяйственное значение и применение
Применяется как декоративное растение в каменистых садах и других посадках.
Сваренные листья кандыка американского можно употреблять в пищу. Его луковицы также съедобны.
Листья можно прикладывать на язвы и распухшие места для быстрого заживления. Туземцы используют кандык американский в качестве антибиотика или обезболивающего средства.

## Список подвидов
Различают следующие подвиды:
- Erythronium americanum ssp. americanum Ker Gawl.
- Erythronium americanum ssp. harperi (W. Wolf) C.R. Parks & Hardin[2]